# 제몬잎코박쥐
제몬잎코박쥐 또는 제몬둥근잎박쥐(Hipposideros semoni)는 잎코박쥐과에 속하는 박쥐의 일종이다. 오스트레일리아와 파푸아뉴기니에서 발견된다.

## 특징
보통 크기의 박쥐로 몸통 길이가 48~54mm이고 전완장이 44.1~51.8mm, 꼬리 길이가 19.4~31mm이다. 발 길이는 7~12mm, 귀 길이는 16.2~22mm이고 몸무게는 최대 8.7g이다. 털이 길다. 등 쪽은 연한 갈색과 회색이고 배 쪽은 좀더 밝은 색을 띤다.

## 생태
동굴과 광산, 바위틈, 나무 구멍, 건물 속에서 은신한다. 느리게 날고 비행 조종이 잘한다. 땅 위 약 2m 이하를 나는 곤충을 포획하여 먹는다. 11월에 한 번, 한 마리의 새끼를 낳는다.

## 분포 및 서식지
뉴기니섬과 케이프요크반도에 널리 분포한다. 해발 200m와 1,400m 사이의 우림과 산림 사바나 지역에서 서식한다.